# Reglas de vuelo instrumental
Las reglas de vuelo instrumental o reglas de vuelo por instrumentos —más conocidas por las siglas en inglés IFR, instrumental flight rules— son el conjunto de normas y procedimientos contemplados en el Reglamento de Circulación Aérea que regulan el vuelo de aeronaves con base en el uso de instrumentos para la navegación, lo cual implica que no es necesario tener contacto visual con el terreno, como ocurre en el método de navegación bajo pillo reglas de vuelo visual (o VFR, del inglés visual flight rules).

## Separación de aeronaves
Lo más importante del vuelo instrumental es que permite la operación continua de aeronaves en los momentos en que la capacidad del piloto para ver y evitar colisiones con otras naves u obstáculos está claramente reducida o es, incluso, inexistente.
Para ello, se aplican ciertos criterios de separación entre aeronaves con el terreno. De la primera es responsable el controlador aéreo, mientras que la segunda está recogida en las cartas de navegación aeronáutica. El controlador establece la separación entre aeronaves mediante el cálculo de tiempo, de las distancias y de las velocidades entre los mismos. Obtiene tales datos de dos modos: bien mediante la velocidad, la altura, el rumbo o la posición que le transmite el piloto, bien mediante la pantalla de radar, que obtiene esos mismos datos gracias a un emisor de radio en la aeronave llamado transpondedor.

## El controlador de tráfico aéreo
Generalmente, el vuelo instrumental requiere la autorización del controlador para cada fase del vuelo. El controlador proporciona rumbo o aerovía, altitud y límite (el punto más lejano al que la aeronave puede volar antes de recibir una nueva autorización. En las áreas más sobrecargadas de tráfico es usual que también se reclamen estas autorizaciones a los vuelos visuales.
En espacio aéreo no controlado, las separaciones están establecidas mediante las cartas de navegación, que indican altitudes mínimas para evitar el terreno y los obstáculos, las altitudes de crucero para evitar la colisión de aeronaves que vuelen en direcciones distintas. Asimismo, en el espacio aéreo no controlado los pilotos deben informar de sus intenciones utilizando una frecuencia específica de radio, para mantener alerta a los otros pilotos. En España, el espacio aéreo por encima de los 24 500 pies (7468 metros) sobre el nivel del mar se denomina de Clase A, y está restringido a los vuelos instrumentales.

## Meteorología
Una ventaja del vuelo instrumental es la capacidad de volar en condiciones meteorológicas para el vuelo instrumental (siglas en inglés: IMC), esto es, aquellas condiciones que no permiten el vuelo visual. En estas condiciones, el piloto controla su avión atendiendo a la lectura de los instrumentos de vuelo, y confía al controlador su separación respecto de otras aeronaves o el terreno (a pesar de que la mayoría de los aviones de línea y cada vez más aeronaves ligeras incorporan sus propios sistemas de alarma de proximidad al terreno (GPWS) y de colisión con otras aeronaves (TCAS).
De todos modos, es importante no confundir las reglas de vuelo instrumental (IFR) con las condiciones meteorológicas instrumentales (IMC). La mayor parte de los aviones comerciales operan conforme a las reglas de vuelo instrumental, incluso cuando las condiciones permiten el vuelo visual. Siempre y cuando la visibilidad lo permita, el piloto utiliza como referencia primaria la observación directa, incluso para evitar colisiones con otras naves, ya que en algunos casos (en áreas con cobertura de radar limitada), el controlador carece de información sobre los aviones en vuelo visual.
Habitualmente, el piloto navega usando los instrumentos de vuelo. En áreas con cobertura de radar puede recibir también vectores —esto es, diferentes rumbos y altitudes— del controlador. También deben existir unas condiciones mínimas de visibilidad para permitir la operación, que dependen de varios factores: la habilitación de la tripulación, el equipamiento de la aeronave (algunas de ellas permiten aterrizajes completamente a ciegas, gracias al sistema de aterrizaje instrumental (ILS, Instrumental Landing System), los vientos reinantes y las radioayudas existentes en las inmediaciones del aeropuerto.

## Procedimientos
Un vuelo instrumental consta de cuatro etapas: la salida, la ruta, la aproximación y la llegada. Cada una de estas etapas cuenta con sus procedimientos estándar, publicados en las cartas de navegación aeronáutica y que permiten a los vuelos instrumentales moverse de un modo ordenado y seguro, desde que el avión enciende sus motores hasta que los apaga. Estos procedimientos también permiten al piloto, en caso de fallo de comunicaciones, completar un vuelo de modo que sus intenciones puedan predecirse, tanto por el controlador como por los aviones que puedan encontrarse en la zona.

### Salidas y llegadas instrumentales
Las salidas están descritas en las SID y describen las rutas a seguir por la aeronave en función de su destino, desde el aeropuerto hasta que se incorpora a la aerovía asignada. Las STAR, por su parte, detallan la ruta desde que el avión abandona la aerovía hasta el punto donde se inicia la aproximación final a la pista.
La función de ambos procedimientos es permitir las salidas y llegadas simultáneas en el área de control del aeropuerto sin riesgos de colisión. Las rutas de salida y llegada están claramente detalladas y se fijan a partir de las radioayudas existentes (fundamentalmente los llamados VOR y NDB), de puntos referidos a distancias y rutas a partir de tales radioayudas, llamados waypoints o intersecciones, y de otros puntos marcados mediante GPS.

### Aproximaciones
La aproximación instrumental se detalla en las cartas de aproximación instrumental (IAC), que describen la ruta, tanto vertical como horizontal, hasta un punto mínimo a partir del cual el piloto debe tener contacto visual con la pista y completar el vuelo sin ayuda de los instrumentos. Dicho punto se denomina Altitud de Decisión (DA) o Altura de Decisión (DH).
La Altitud de Decisión se refiere al nivel medio del mar y la Altura de Decisión se refiere a la elevación del umbral.[cita requerida] La referencia visual requerida significa aquella sección de las ayudas visuales o del área de aproximación que debería haber estado a la vista durante tiempo suficiente para permitir que el piloto haga una evaluación de la posición de la aeronave y la rapidez del cambio de posición, en relación con la trayectoria de vuelo deseada.
Si en este punto el piloto no tiene contacto visual con la pista, deberá frustrar el aterrizaje, de acuerdo con los procedimientos establecidos en la misma carta, y esperar instrucciones del controlador o bien dirigirse a un aeropuerto alternativo especificado en su plan de vuelo.

#### Aproximación de precisión
Llamamos aproximación de precisión a aquella en la que el aeropuerto dispone de radioayudas específicas llamadas ILS o sistema de aterrizaje por instrumentos. Esta radio ayuda proporciona al avión, en el tramo final, una guía horizontal y vertical que le permite dirigirse y descender de modo seguro hasta la pista de aterrizaje.
En las versiones más sofisticadas, este sistema permite al avión tomar tierra sin intervención del piloto. A esto se le conoce como aterrizaje automático (del inglés: autoland)

#### Aproximación de no precisión
Las aproximaciones de no precisión se utilizan en aeropuertos o pistas no equipados con ILS. En estos casos, las cartas conducen a la aeronave hasta un punto más o menos cercano y más o menos alineado con la pista, de modo que el piloto completa el aterrizaje de forma visual.
Dentro de este tipo de aproximación se distinguen las ADF, VOR/DME y demás aproximaciones tanto visuales como por radioayudas.

### Rutas y aerovías
Asimismo, las rutas también están ordenadas mediante las llamadas «cartas de ruta», que establecen aerovías por las que los aviones deben volar de forma obligada. Dependiendo de su rumbo, volaran en altitudes pares o impares, para evitar así colisiones. Las aerovías se componen de puntos de referencia.

## Habilitación instrumental
No todos los pilotos, ni tampoco todas las aeronaves, pueden volar bajo las reglas de vuelo instrumental. Los pilotos requieren una licencia especial y, además, acreditar que han volado recientemente bajo estas condiciones. 
Del mismo modo, las aeronaves deben disponer del siguiente equipamiento:
- Dos emisores/receptores de radio para comunicaciones con los controladores.
- Dos receptores VOR para contactar con las radioayudas en tierra.
- Al menos un receptor NDB para contactar con los radiofaros en tierra.
- Y un equipo de medición de distancias (DME) para conocer las distancias con las radioayudas.
- En caso de estar certificado un equipo GPS con las bases de datos correspondientes.